# Doom RPG
Doom RPG es un videojuego para teléfonos móviles desarrollado por Fountainhead Entertainment y publicado por JAMDAT Mobile. Combina la franquicia Doom con elementos de un videojuego de rol. La historia incorpora muchos eventos similares a Doom 3, pero involucra personajes diferentes a los del tercer juego.
El sitio web de Doom RPG afirma que el protagonista de Doom RPG es el mismo personaje de Doom, Doom II y Doom 3.

## Jugabilidad
El juego conserva muchos de los elementos de Doom, y se muestra en primera persona como el original. También es visualmente similar al Doom original. Sin embargo, el juego es fundamentalmente diferente en el sentido de que es un juego de rol por turnos, en lugar de un juego de disparos, con mayor énfasis en la trama. El combate y el movimiento se basan en turnos, lo que permite al jugador tiempo para seleccionar sus respuestas en el combate. El jugador gira en ángulos de 90 grados y se mueve espacio a espacio. Es muy importante hablar con los científicos y acceder a terminales de computadora para obtener información vital para poder avanzar en el juego, similar a Doom 3.
Se conservan muchas características del original, incluida la cara de la barra de estado, los efectos de sonido y la mayoría de las armas y monstruos. Notablemente ausentes están la motosierra, los aracnotrones y la mente maestra arácnida. Una diferencia con el original es que cada monstruo es uno de los tres niveles de dificultad, y está coloreado para indicarlo.
El juego también agrega varios elementos nuevos. Las nuevas armas incluyen el hacha de bomberos y el extintor de incendios, que son útiles en el combate contra ciertos enemigos. Los perros de Wolfenstein 3D aparecen como un nuevo enemigo, conocido como Hellhounds. Un dispositivo de control mental estilo collar de perro permite capturar a los Hellhounds como mascotas, que pueden actuar como un arma cuerpo a cuerpo y un escudo.

## Trama
La historia se desarrolla en una instalación de la Corporación Aeroespacial de la Unión Marciana similar a Doom 3. Los NPC del juego se dirigen al jugador como Marine.
El juego se divide en secciones basadas en los sectores de la base. Los sectores son Entrada, Cruce, Sector 1 a Sector 7 y Reactor. El Cruce es el área de preparación o ciudad principal del juego.
Guerard no se llevaba bien con Jensen. Tres semanas antes del inicio del juego, Guerard le pidió a Graff que realizara una auditoría de seguridad a Jensen. Jensen no pasó la auditoría de seguridad y fue despedido por esta violación de seguridad. Jensen sospechó que Guerard estaba involucrado en su despido. Durante la misma época, los demonios comenzaron a invadir la instalación, apareciendo de la nada. Es en esta época cuando comienza el juego.
Al principio del juego, el Marine se encuentra con el Dr. Jensen cuando estaba accediendo a una terminal de computadora que investigaba su despido. Durante la exploración de los primeros sectores de la instalación, el Marine recibe ayuda del Dr. Guerard para acceder a varias áreas bloqueadas. En la Instalación de Investigación Biológica, el Marine se encuentra con la Dra. Nadira, quien pone en cuarentena sus armas alegando medidas de seguridad. Luego, la Dra. Nadira ordena a sus perros del infierno controlados mentalmente que ataquen al Marine y desaparece en el proceso. Finalmente, el Marine se encuentra nuevamente con Jensen. Esta vez está encarcelado en una celda de prisión. Después de liberar a Jensen, le informa al Marine que Guerard y Nadira están involucrados en un plan malvado y dirige al Marine a la siguiente sección de la instalación.
La próxima vez que el Marine se encuentra con Guerard y Nadira, se sabe que Guerard estaba detrás de la invasión y ha estado intentando abrir un portal al Infierno en el Sector del Reactor. Guerard ordena rápidamente a los demonios que ataquen al Marine y a Nadira. Nadira muere y Guerard escapa. El Marine avanza a través de los dos sectores restantes, adquiriendo el BFG 9000 y la llave del sector del Reactor. Para entonces, una gran invasión devasta la Unión. Con la ayuda de Kelvin y Jensen, el Marine obtiene acceso al sector del Reactor. Kelvin y Jensen mueren en el proceso.
En el sector del Reactor, Guerard se revela como Kronos y se transforma en forma demoníaca. Para entonces, ha logrado abrir el portal al Infierno. Después de derrotar a Kronos, el Marine cierra el portal destruyendo los reactores que lo alimentan. El Cyberdemon se cuela antes de que el portal se cierre. El juego termina con la derrota del Cyberdemon. Es probable que el Cyberdemon sea una creación de Kronos a la que se refieren otros NPC.

## Desarrollo
El motor del juego se utilizó posteriormente para otro título de Fountainhead Entertainment, Orcs & Elves, Orcs & Elves II, y también le siguieron Wolfenstein RPG y Doom II RPG.

## Plataformas compatibles
El juego se lanzó para tres plataformas:
- Java
- BREW de gama baja
- BREW de gama alta

El sistema operativo Symbian nunca recibió un puerto dedicado del juego.
Se lanzó una versión para fans para PC  y para la Amiga.

## Recepción
El juego recibió algunos premios, entre ellos "Juego para móviles del año 2005", "Aventura/RPG del año 2005", "Premio del editor", "Juego del año", "Premio de elección del editor" y "Mejor juego de aventuras para dispositivos móviles". GameSpot le dio a Doom RPG una puntuación de 8.6 sobre 10 posibles en su revisión del juego.
El juego vendió más de 1 millón de copias.